# 希腊神话

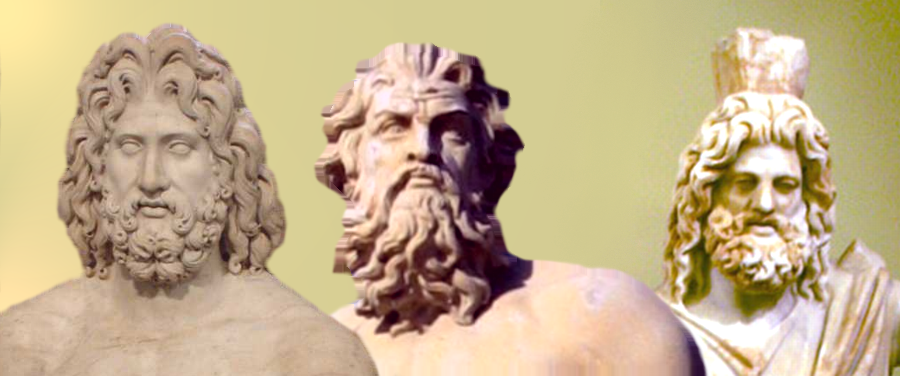
希腊三位一体和地球三个王国的分布：宙斯（天堂），波塞冬（海洋）和黑帝斯（冥界）。

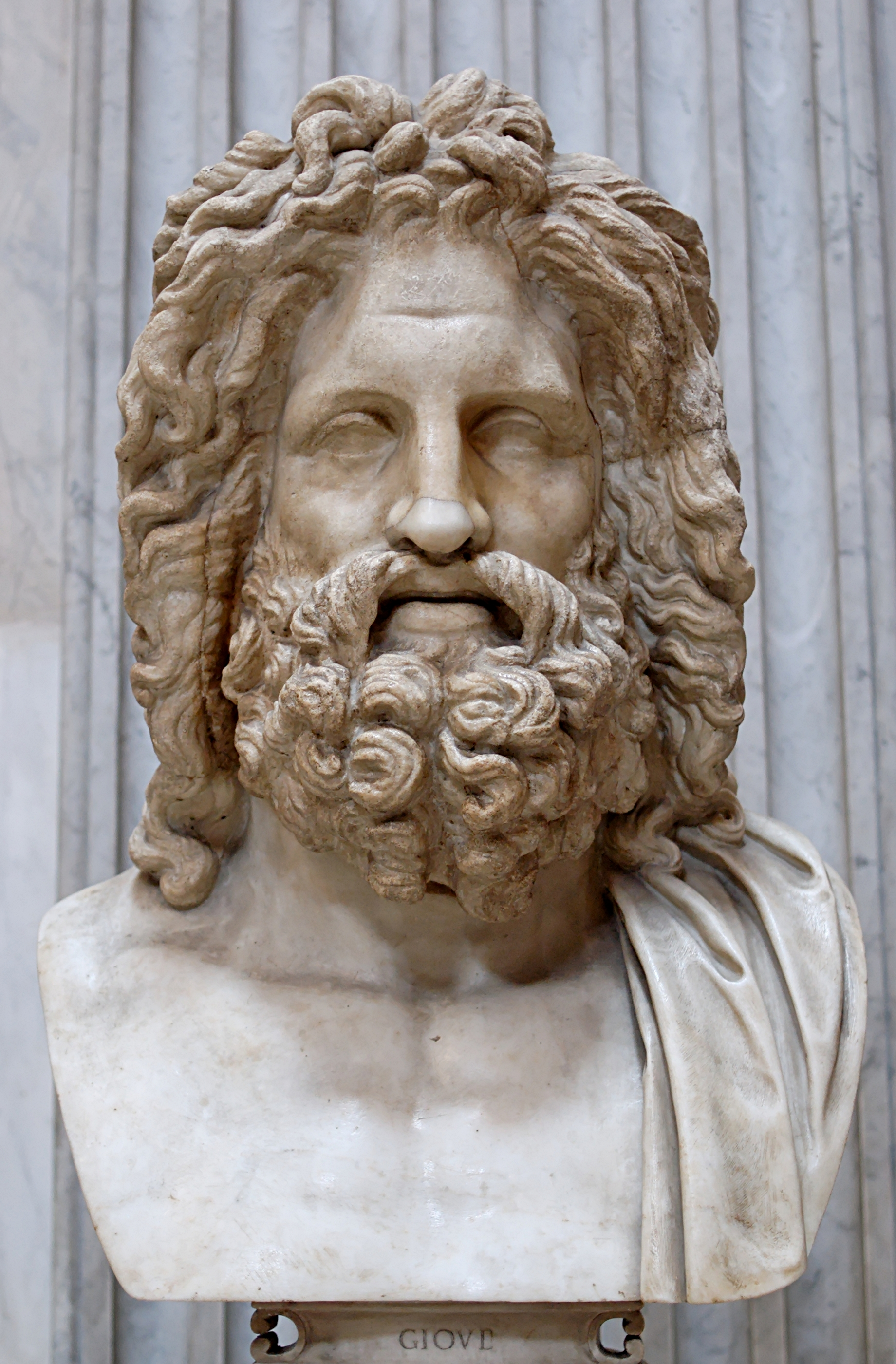
宙斯的胸像，發現於奧特里科利（庇奧-克里門提諾展廳，梵蒂岡博物館，梵蒂岡）

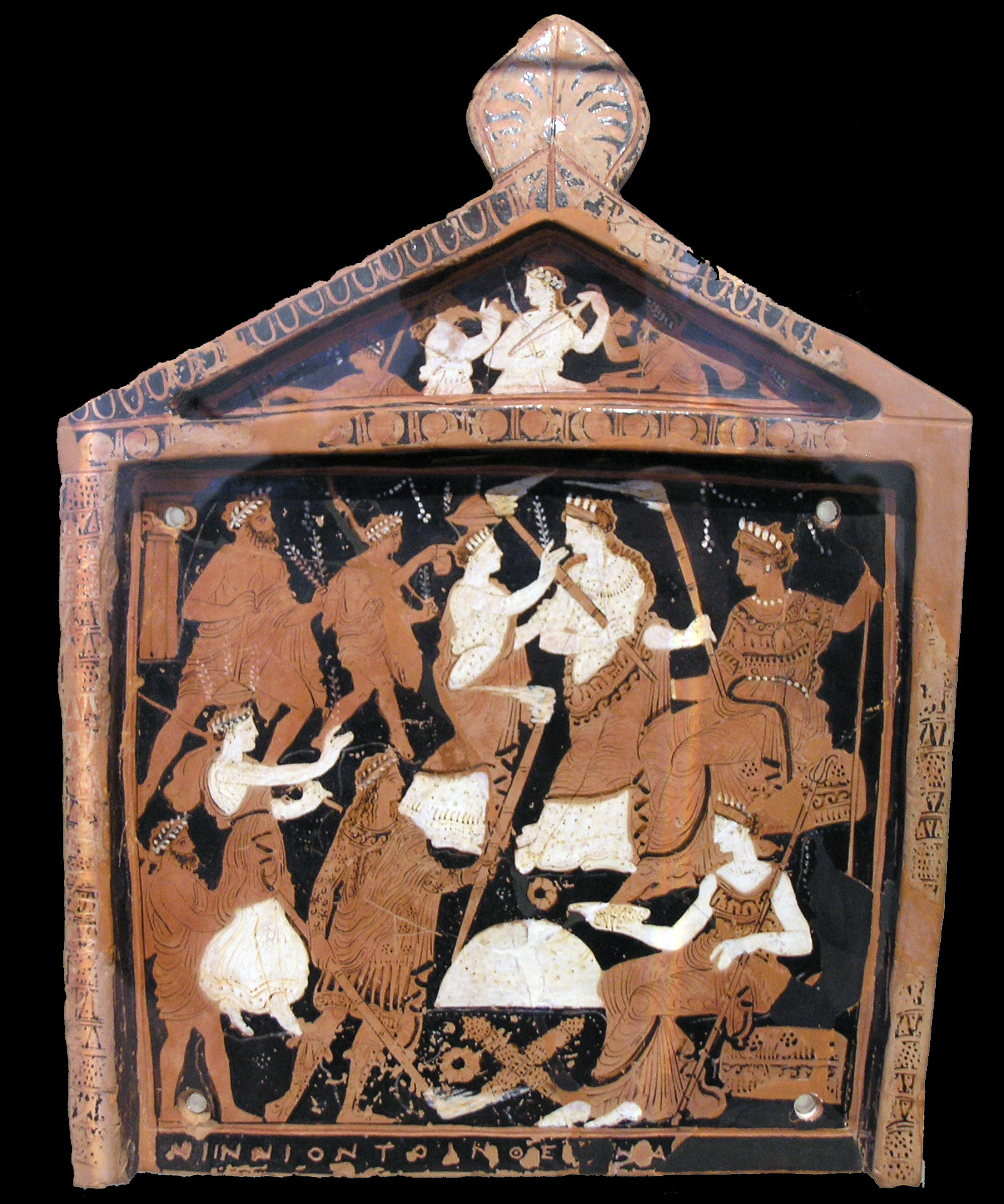
畫有厄琉息斯秘儀儀式的尼尼翁陶版，雅典國家考古博物館

希腊神話（英語：Greek mythology）是原本语出古希腊人的一系列神话故事。这些神话讲述了宇宙的由来和本质，涉及各色神明、英雄及神秘生物，还谈及希腊人自身所参与的各种秘仪与宗教仪式的起源，它们又为何如此重要，因此希腊神話是古希腊宗教的重要组成部分之一。現代學者更傾向於研究神話，因為它實際上反映了古希臘的宗教、政治环境与整个古希腊文明，以期理解這些神話背后的本質。一些神學家甚至認為古希臘人創造這些神話是為了解釋他們所遇到的所有事件。
希臘神話涵及大量傳說故事，其中很多都透過希臘藝術品來表現，比如古希臘的陶器繪畫和浮雕藝術。這些傳說意在解釋世界的本源和講述眾神和英雄們的生活和冒險以及對當時的生物的特殊看法。這些神話開始於口耳相傳，今日所知的希臘神話或傳說大多來源於古希臘文學。已知的最早的古希臘文學作品有荷馬的敘事史詩《伊利亞特》和《奧德賽》，著重描寫了和特洛伊相關的重大事件。基本上和荷馬是同時期的赫西俄德的兩部詩歌《神譜》和《工作與時日》包含了當時的學者對世界起源、神權統治和人類時代的延續以及人類疾苦和祭祀活動的起源的看法和認識。除了《荷馬史詩》之外，還可以從《史詩集成》（抒情詩，公元前5世紀的悲劇作品）、希臘化時期的學術作品和詩歌以及羅馬帝國時期的作品，如普魯塔克和保薩尼亞斯的作品中發現希臘神話的踪跡。
現在希臘神話已經從很多藝術品上關於眾神和英雄故事的裝飾得到考古學上證明。公元前8世紀的陶器上的幾何設計鮮明地記錄特洛伊圍城的場景和赫拉克勒斯的冒險。在隨後的古風時期、古典希臘時期以及希臘化時期，大量得到了文學上的證據證明神話場景不斷湧現。
古希臘神話是歐洲文明的搖籃，對西方文化、藝術、文學和語言有著明顯而深遠的影響。從古希臘時期到現代，歷來詩人和藝術家很多都從希臘神話中獲得靈感，並為其賦予當代意義。

## 來源
希臘神話多是從希臘文學以及公元前900到800年的幾何藝術時期的作品上獲得的。

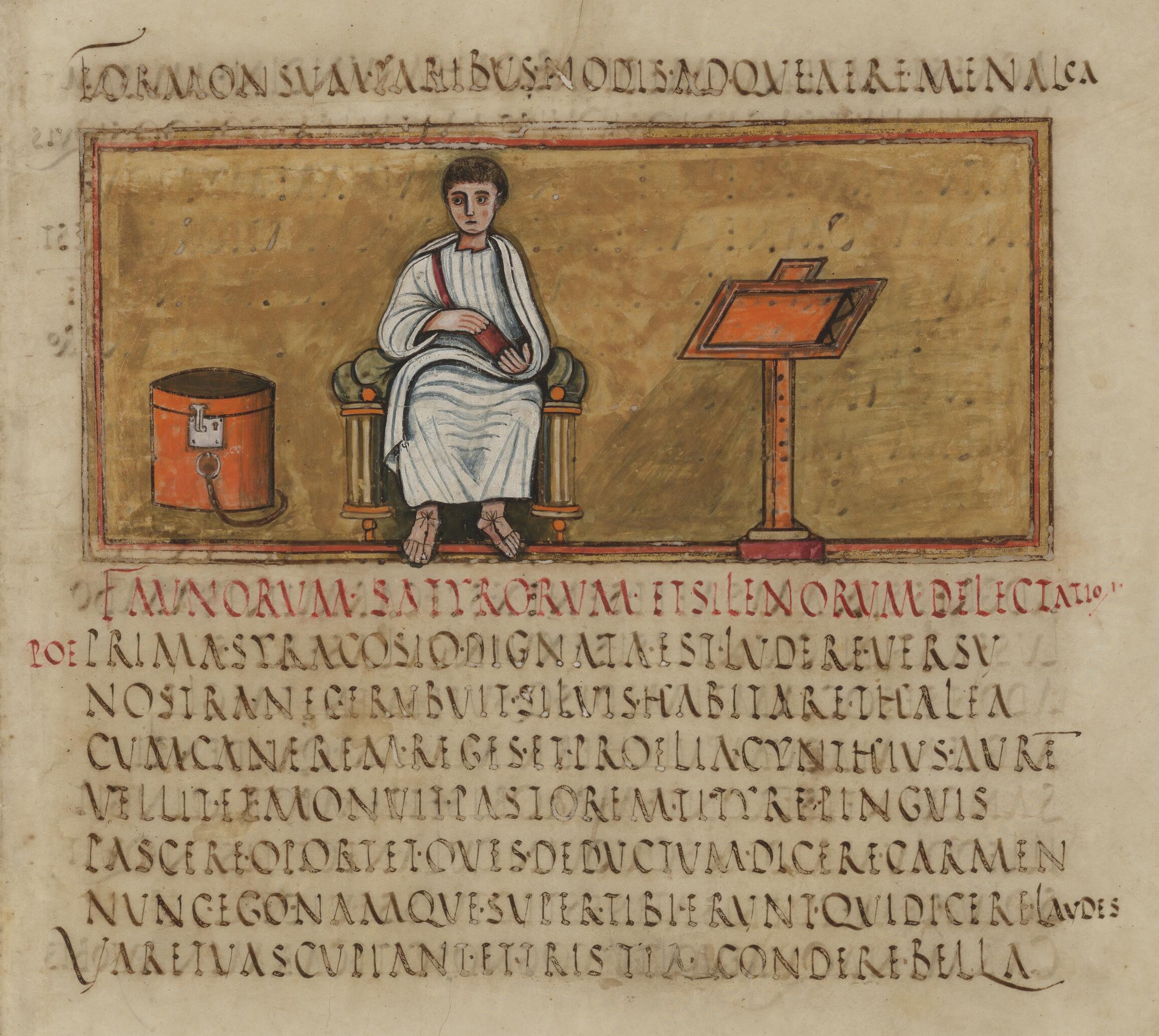
羅馬詩人維吉爾，公元五世紀手卷Vergilius Romanus中詳細地寫到他經常使用希臘神話作為自己作品的主題

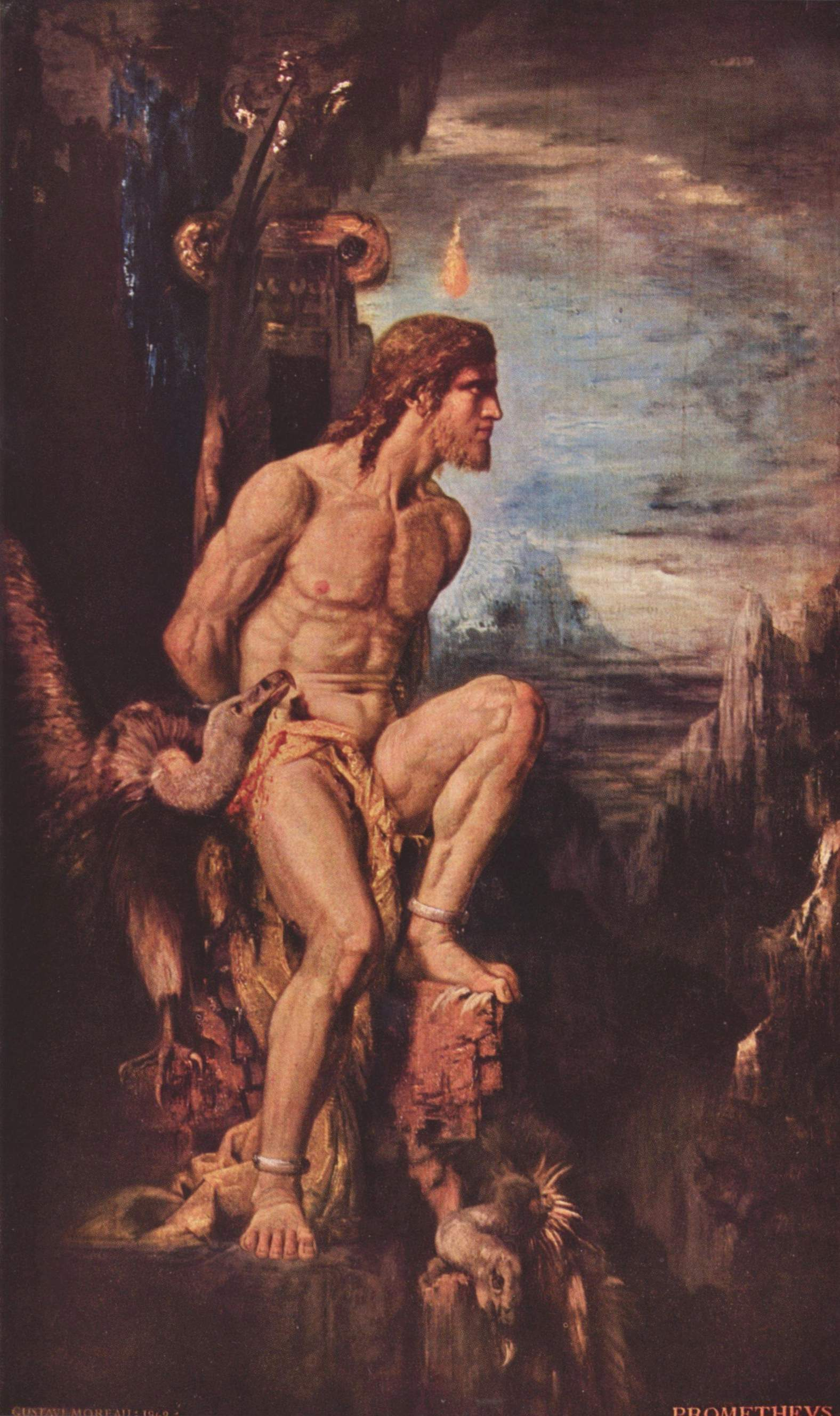
《普羅米修斯》，居斯塔夫·莫羅，1868年。關於普羅米修斯的最早的傳說來自赫西俄德，之後還有一部根據其改編的悲劇《被縛的普羅米修斯》，多被認為是埃斯庫羅斯的作品

### 文學
神話敘事幾乎在每部希臘文學中都表現了重要的角色。雖然如此，《書庫》是唯一一部由古希臘時期保存下來的希臘神話繪圖手稿。這部作品中載有大量有關希臘神話的原始資料（例如諸神的家譜），以英雄神話為主，是現代學者研究古希臘神話的重要文獻。由於生活於公元前180到120年的阿波羅多洛斯根據其完成很多相關的作品，因此現在習慣將該書的作者稱為「偽阿波羅多洛斯」。
最早的幾部參考文獻當推荷馬的兩部史詩：《伊利亞特》和《奧德賽》。除此之外的這方面的史詩都被歸結到了《史詩集成》，但這些作品到現在基本已經全部不可考了。儘管這部合集原來的名字稱為“荷馬讚歌”，但其實際上和荷馬沒有任何關係，它們實際上從被稱為抒情詩時期早期流傳下來的讚美詩。赫西俄德，荷馬基本同期的詩人在其作品《神譜》（“神之起源”）中全面的記錄了關於世界的形成，眾神，提坦和巨人的起源的早期希臘神話以及詳細的族譜，民間傳說，人類疾病史的神話。赫西俄德的《工作與時日》系統地記錄了當時農耕生產的知識，表現了平靜而優美的農村生活場景。其中包括了對普羅米修斯，潘多拉以及五個時代的描寫。這些詩篇給予了在那個危險的時期最好生活方式的建議和全貌。
抒情詩常常使用神話為背景，但是它們的描述常常偏離事實而加入很多作者的幻想。古希臘比較著名的抒情詩人包括品達、拜克里德斯、西摩尼得斯以及田園詩詩人忒奧克里托斯和彼翁，他們的作品都包含了大量的神話的元素。另外，神話也是古典的雅典戲劇的中心主題。三大悲劇家埃斯庫羅斯、索福克勒斯和歐里庇得斯的大多數悲劇都是以神話時代的英雄和特洛伊戰爭為背景的。很多著名的悲劇故事（如阿伽門農和他的兒女，俄狄浦斯，伊阿宋和美狄亞等）都被用作古典悲劇的主題。喜劇家阿里斯托芬也將神話作為其作品「鳥」和「青蛙」的主題。
歷史學家希羅多德和狄奧多羅斯以及地理學家保薩尼亞斯和斯特拉波都做過橫穿希臘的旅行，他們都記錄下了自己沿途聽到的故事，這些記錄證明了不同地區的神話和傳奇，都有大量不為人知的不同版本。特別是希羅多德，研究了大量的傳統，並發現了很多希臘和東方的歷史或神話根源。他也試圖調和這些起源使不同的文化觀念相交融。
希臘化文明和古羅馬時期的詩歌則更加具有文學性。儘管如此，其仍然包涵了很多在其他作品中遺失的重要細節。這些作品主要包括：
1. 羅馬詩人：奧維德（《變形記》），斯塔提烏斯，克劳迪安 克劳迪安,蓋尤斯，塞內卡和維吉爾以及塞爾維烏斯的作品和註釋；
2. 希臘近古時期的詩人：儂努斯，卢西恩·德·萨莫萨托,安東尼努斯·萊伯拉里斯和Quintus Smyrnaeus（英语：Quintus Smyrnaeus）的作品；
3. 希臘化時期的詩人：阿波羅尼奧斯，卡利馬科斯，偽埃拉托斯特尼和巴弟尼的作品；
4. 古希臘和古羅馬的小說家：艾普利亞士，佩特羅尼烏斯，洛里亞努斯和赫利奧多羅斯的作品。

羅馬作家，如偽許癸努斯，將“編造”和“天文”作為神話的兩個最重要的綱要。老菲洛斯特拉托斯和小菲洛斯特拉托斯的“想像”以及卡利斯特拉托斯的“描述”是神話的另外兩個來源。

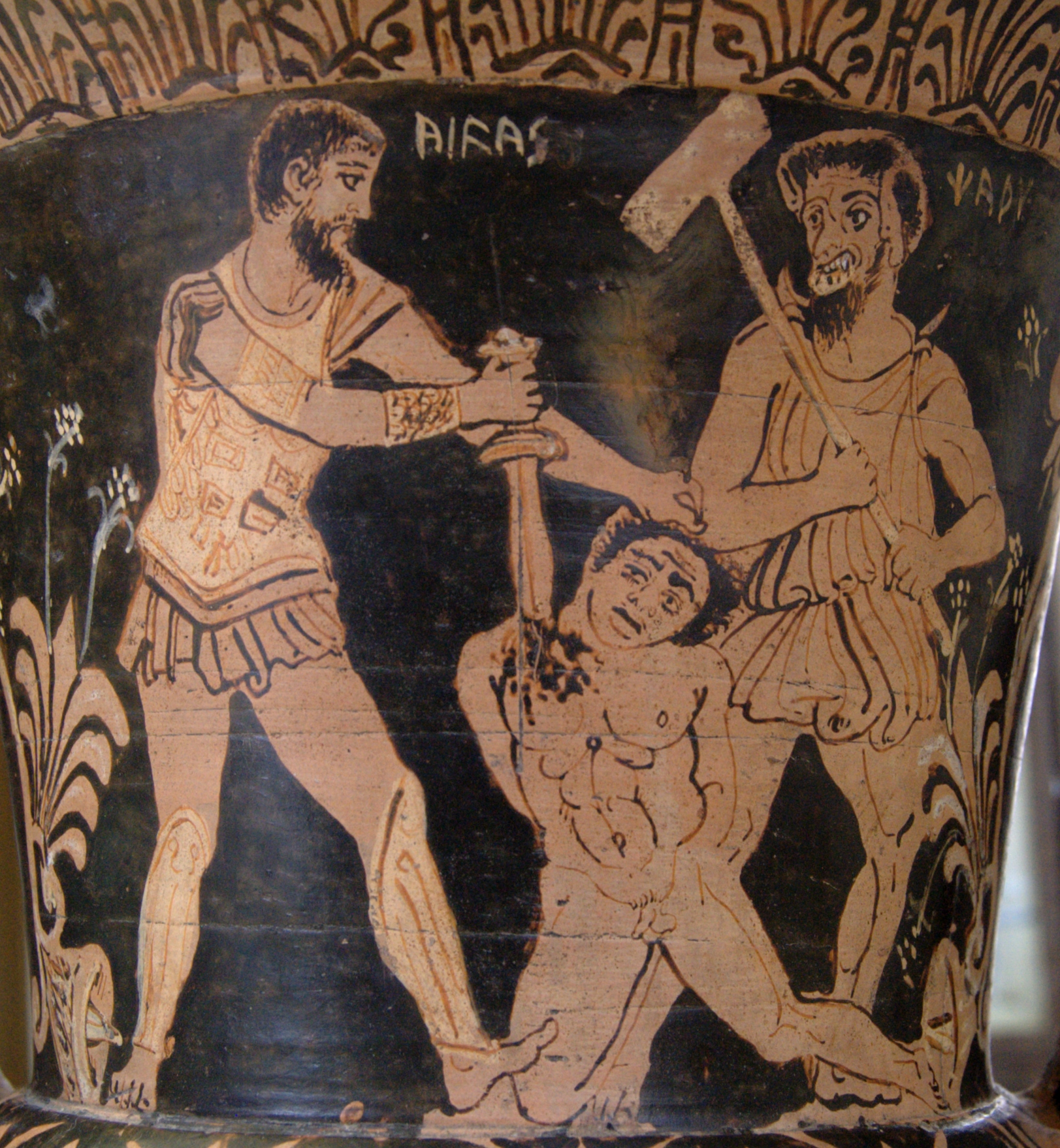
大埃阿斯在卡戎（冥界的亡靈導神）面前殺死一名特洛伊囚犯，伊特鲁里亚文明紅彩陶器，公元前4世紀末到3世紀初

最後，亞挪比烏和一些拜占庭希臘作家根據早期的現在已不可考的希臘作品完善了神話的細節。這些神話的保存書籍包括赫西基奧斯的“蘇達辭書”以及約翰·泰澤和歐斯塔休斯的專著。基督教引用希臘神話進行教化：“每個神話中都有代達羅斯的污穢”（ἐν παντὶ μύθῳ καὶ τὸ Δαιδάλου μύσος，en panti muthōi kai to Daidalou musos）。知識廣博的蘇代斯認為的形象符合帕西菲的對波塞冬所幻化的公牛的"邪惡興趣"：“自從這些惡魔的起源和過失都被歸屬於代達羅斯，同時他為它們所憎恨，因此他成為箴言的主角。”

### 考古學上的證明
十九世紀德國傳奇考古學家海因里希·施里曼發現的邁錫尼文明以及二十世紀英國考古學家阿瑟·埃文斯爵士發現的克里特島的米諾斯文明都為大量對荷馬史詩提出的疑問提供了解釋，也為很多關於眾神和英雄的神話方面的細節提供了考古學上的證據。遺憾的是，邁錫尼和米諾斯的關於神話和儀式的不朽證據綫形文字B的手捲主要用於記錄庫存，雖然其中出現了不少神和英雄的名字。
公元前8世紀的陶器的幾何設計很多以特洛伊圍城或赫拉克勒斯的冒險為題材。這些神話的視覺上的表達的重要性顯示在兩個方面：首先，很多希臘神話出現在陶器上的時間遠早於文字記載，比如赫拉克勒斯的十二項功績，只有活捉刻耳柏洛斯這一項有和陶器同時代的文字記載，其他的文字記載都晚於陶器繪畫；其次，陶器設計有的時候甚至描繪了一些並不具有文字記錄的神話或場景。有的時候一個神話故事的第一手記錄來源於幾何藝術，而當它出現在文字記錄中時，往往已經是好幾個世紀之後了。在古風時期（公元前約750年到500年），古典希臘時期（公元前約480年到323年）以及希臘化時期（公元前約323年到146年），荷馬風格和很多其他的神話場景大量湧現，這些都得到了文字記錄的證實。

## 歷史的考察
希臘神話在不同的時代不斷為了適應其文化演化而不斷變化。在希臘神話依然存在的文字記錄中，當希臘政治變遷之時，也是希臘神話的一個時代的終結之時。
巴爾幹半島的早期居民是信仰泛靈論的農業人口，他們相信任何一種自然的現像都具有和其相對應的靈魂。最後，這些沒有具體形象的靈魂被擬人化，而逐漸形成了地方的神話中的眾神。當巴爾幹半島北方的部落侵入整個巴爾幹半島時，他們同時帶來了他們萬神殿中的代表征服，力量，英勇和暴力的英雄主義的神。其他農業世界的神被這些更加具有力量的神所征服，成為其下級神，或者完全被取代。
古風時期中期之後，關於男性神和男性英雄之間密切聯繫的神話越來越多，其代表了古希臘時代的男性同性戀（Eros paidikos, παιδικός ἔρως）風氣的發展，其大概風行於公元前630年。公元前五世紀末，詩歌中提到，每位男神（阿瑞斯除外）都至少有一位青春期的少年作為他們的男伴，很多傳奇英雄也有相似的男伴。早期存在的神話，比如關於阿喀琉斯和帕特羅克洛斯的故事中，都提到了類似的情節。首先是亞歷山大港的詩人們，然後是羅馬帝國早期的神話收集者都傾向於採用這種方式刻畫希臘神話中的人物。
史詩的成就在於創造了整個故事情節同時發展了新的神話編年史。因此希臘神話實際上呈現了世界和人類發展的過程。由於這些故事中的一些自身矛盾使人無法得到一條完全的時間線，因此只能從中看出一部粗略的編年史。由此，神話中的「世界的歷史」可以大略劃分為三個或四個時代：
1. 起源的神話或者眾神時代（《神譜》，「眾神的誕生」）：世界，眾神和人類的起源神話；
2. 眾神和人類自由混合時代：眾神，半神和人類早期互動的故事；
3. 英雄時代，眾神的活動變得比較受限。最後也是最偉大的英雄傳奇即是特洛伊戰爭以及之後的故事（有的研究者將其劃分成一個單獨的時代）。[18]

因為前一時期的神話更偏重於眾神時代的研究，古風以及古典時期的希臘作者更加偏愛英雄時代，他們在得到了世界形成的解釋後確立了人類成就的編年史和記錄。比如，英雄的史詩《伊利亞特》和《奧德賽》矮化了神的絕對權利。在荷馬的影響下，「英雄膜拜」成為精神生活的重要組成結構，表現為將死者（英雄）的領域同眾神的領域中分離出來，即是將克托尼俄斯同奧林匹斯山分開。在《工作與時日》中，赫西俄德將人類世紀劃分為五個部分：黃金、白銀、青銅，英雄和黑鐵。這些時代根據眾神的產物來劃分：黃金時代屬於克洛諾斯的統治時期，下一個時代則來自宙斯的統治；赫西俄德將英雄時代安插在青銅時代之後；最後的黑鐵時代即是詩人自身生活的時代，他認為這是這個時代是最黑暗的，因為潘多拉帶來的惡魔們橫行於世，而希望卻被關在了壺中。在《變形記》中，奧維德遵循赫西俄德，也將人類時代分為四個。

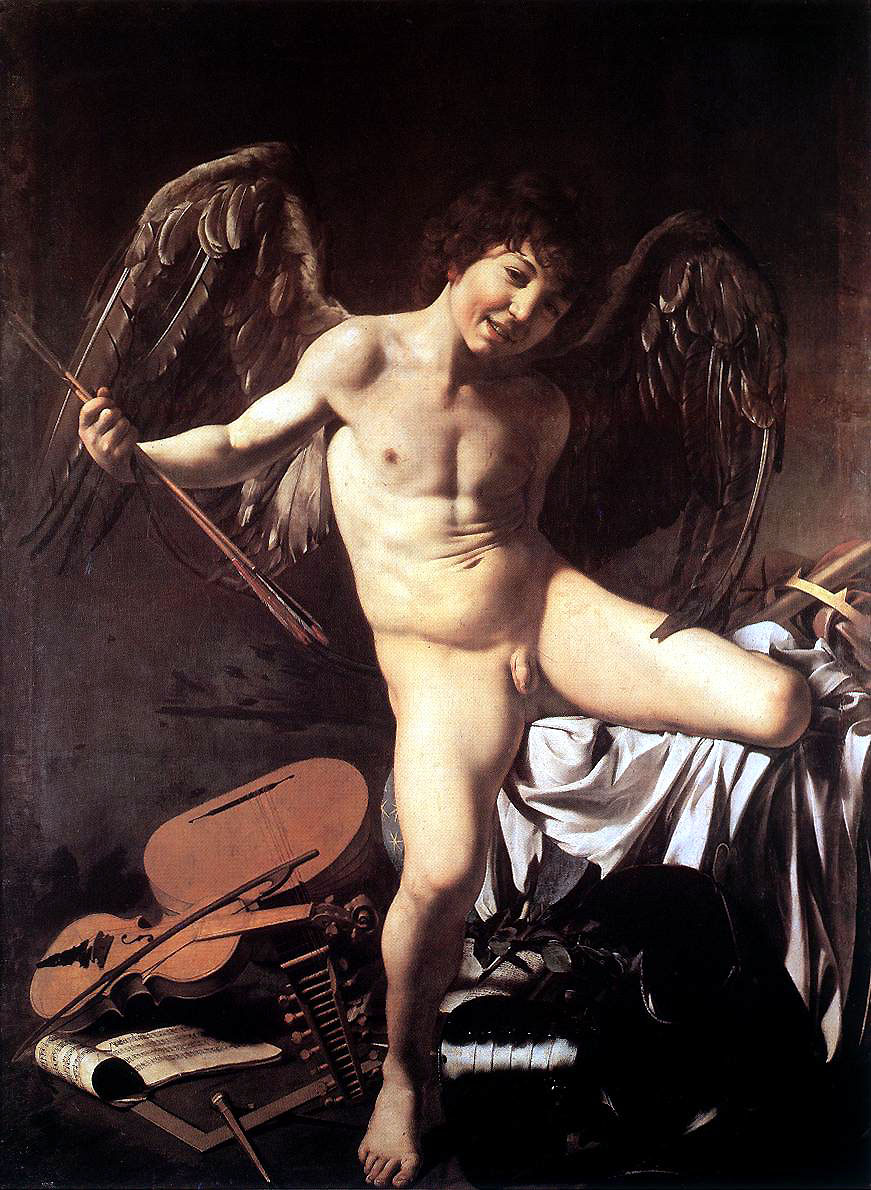
Amor Vincit Omnia（爱战胜一切），描繪愛神的油畫，卡拉瓦喬，約1601–1602

### 眾神的時代

#### 宇宙起源和宇宙哲學
「起源的神話」或「創世神話」意在描繪人類的宇宙觀念和解釋世界的起源。当时最為人接受的版本為赫西俄德在神譜中从哲学角度对宇宙本原所进行的描述：世界開始於卡俄斯，即「混沌」；然後空虛中產生了蓋婭（大地）和其他的主要原始神：厄洛斯（愛）、塔耳塔羅斯（地獄）、尼克斯（黑夜）和厄瑞玻斯（黑暗）；之後蓋亞在没有男神相助的情况下生出了烏拉諾斯（天空），他也成為她的丈夫；他們生下了第一代的泰坦，六位男性：科俄斯、克利俄斯、克羅諾斯、許珀里翁、伊阿珀托斯和俄刻阿諾斯，以及六位女性：謨涅摩敘涅、福柏、瑞亞、忒亞、忒彌斯和忒堤斯；克羅諾斯出生之後，蓋婭和烏拉諾斯决定不再生育任何泰坦，此後出生的是三名獨眼巨人和三名百臂巨人，他們都被烏拉諾斯扔進了塔耳塔羅斯地狱；蓋婭對此感到憤怒，她說服小兒子克羅諾斯（「蓋婭的後代中最年輕，最狡猾也是最可怕的一位」 ）閹割了他的父親，克羅諾斯也因此成為了眾神的統治者和所有其他泰坦的領袖，他的配偶是他的姐妹瑞亞。

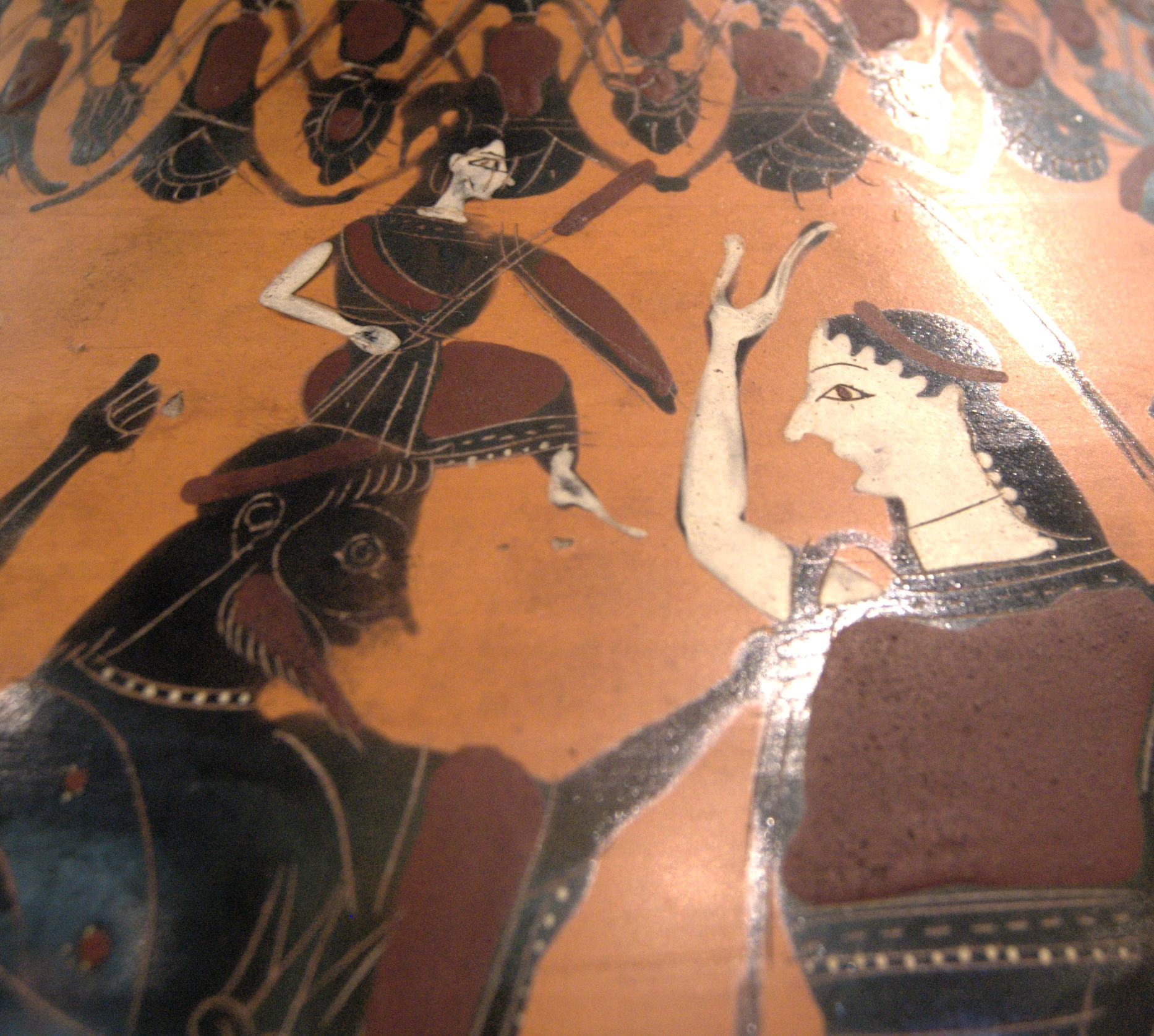
紅底黑繪雙耳瓶，描述了雅典娜從宙斯頭中「重新降生」，因為他將她的母親墨提斯吞噬，右邊的是作為助產士的厄勒梯亞。公元前550年到525年，現存盧浮宮

父子爭鬥的主題在克羅諾斯身上再度出現，由於是他親手推翻了自己的父親，他一直活在對自己未出世的子女的恐懼中，害怕他的子嗣也将背叛他。因此每當瑞亞生產時，他都會將自己的孩子一把抓起然後吞噬。瑞亞痛恨他這樣做，最後用石頭代替宙斯放入嬰兒裹布中讓克羅諾斯吃掉。當宙斯成人後，他給克羅諾斯喝了一種被下藥的飲料，這使得克羅諾斯將他曾吃下的其他兒女全部吐了出來。（另一個說法是墨提斯給克羅諾斯草藥，讓他將連宙斯在內的後代都吐了出來。）宙斯向克羅諾斯挑戰，最後在獨眼巨人（宙斯將其從塔耳塔羅斯中放出）的幫助下奪取了眾神之王的位子，並將克羅諾斯和其他泰坦囚禁在塔耳塔羅斯。
宙斯也為同樣的擔憂所折磨，當他聽說有預言聲稱他的第一任妻子墨提斯將生育一個「比他更偉大的神」時，宙斯將她吞噬了。儘管如此，當時墨提斯已經懷上了雅典娜，她們讓宙斯痛苦不已，直到雅典娜全副武裝從宙斯的頭部飛出，並時刻準備著戰鬥。由於宙斯給予了雅典娜「重生」，這成為了他沒有被下一代的神「取代」的原因，但雅典娜仍然作為不為宙斯左右的神的存在。這也是為什麼雅典城獨立於奧林匹斯山而存在。

#### 希臘眾神

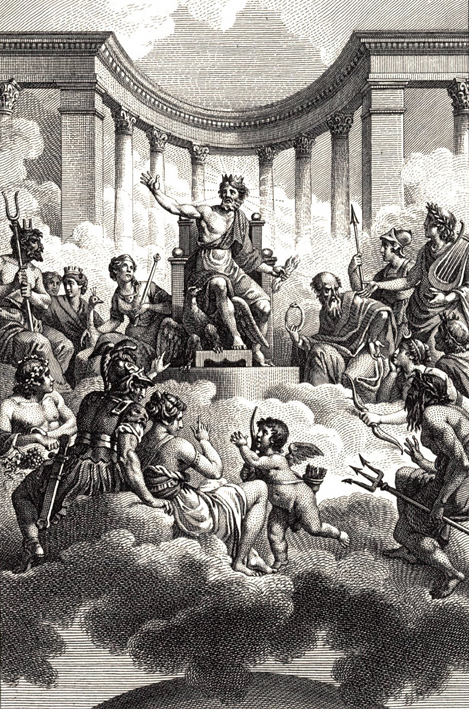
奧林匹斯十二主神，尼古拉 · 安卓，十八世紀末作品

根據古典時期的神話，在瓦解提坦統治後，新的眾神系統得到確立。在希臘眾神中最重要的統治階層是奧林匹斯十二主神，他們生活在奧林匹斯山，受到宙斯的直接統治。奧林匹斯十二主神之外，希臘人還崇拜大量的存在於民間的眾神，比如羊男潘，寧芙（自然女神，包括那伊阿得斯，泉水仙女，德律亞得，樹之精靈），涅瑞伊得斯（海仙女）以及薩堤爾等等；此外還有代表地獄黑暗力量的神，比如厄裡倪厄斯（三位復仇女神）。為了讚美這些古希臘的眾神，詩人們創作了荷馬讚歌（共包括33部詩歌）。匈牙利的史詩學者格雷戈里·納吉認為“荷馬史詩是《神譜》的前奏，每一部都引述了一位神。”
在大量描寫希臘神話的神話故事和傳奇中，眾神的外表和希臘民族無異，其具有本質上並不存在但是非常完美的肉體。根據瓦爾特·伯科特，這些是希臘擬人化的角色刻畫，“希臘的眾神以人類的形態出現，而非抽象化，純理想化的概念”。除去他們優越的外形外，古希臘的眾神還具有大量的神奇的力量；其中最明顯的是，他們不會為疾病所困，僅會在非常特殊的情況下受傷。希臘人認為他們的神的最傑出的特徵是不朽；這個不朽的概念意指眾神通過花蜜和仙饌密酒所獲得的永遠的生命。

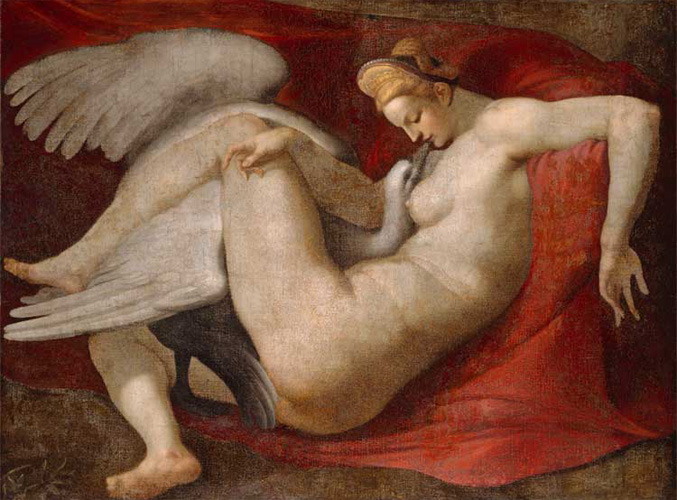
麗達與天鵝，變化為天鵝的宙斯誘姦斯巴達的王后麗達，米開朗基羅作品的十六世紀複製品

每一位神祇都有自己的族譜，追循不同興趣，掌握一種特有專才並具有獨一無二的個性；但由於他們是由不同的時期和文化背景的人共同刻畫的，因此在現代人看來，有的時候這些神身上充滿了矛盾。當詩人，祈禱者或是信徒們提到這些神的時候，他們常常使用的是這些神的本名和渾名的組合名稱，以特指這個神的某個特徵，如Apollo Musagetes代表"作為繆斯首領的阿波羅"。另外，渾名也可以代表神的一個特殊的地域性的外觀。
大多數的神都具有特殊的代表含意，比如阿芙蘿黛蒂是愛與美的女神，阿瑞斯是戰神，黑帝斯是冥界之神，而雅典娜則是智慧和勇氣的女神。一些神，比如阿波羅和狄俄倪索斯，則具有複雜的人格並代表了不同的能力，而另一些神，比如赫斯提亞（希臘語意指"灶台"）和赫利俄斯（希臘語意指"太陽"）則僅僅以抽象概念的拟人化形象存在。最讓人印象深刻的希臘神廟基本上是為作為泛希臘信仰焦點的幾位神建造的。儘管如此，在不同的地區，不同的希臘民族對其主神有不同的信仰。很多城市也各自以最有名的幾位神作為本城的守護神，並為這個神根據本城的文化根基描寫專門針對本城的神話，因此有些神話僅在小範圍內流傳。到了英雄時代，在對神的信仰中也融入了對英雄（或半神）的信仰。

### 神與人類的相互交流時期

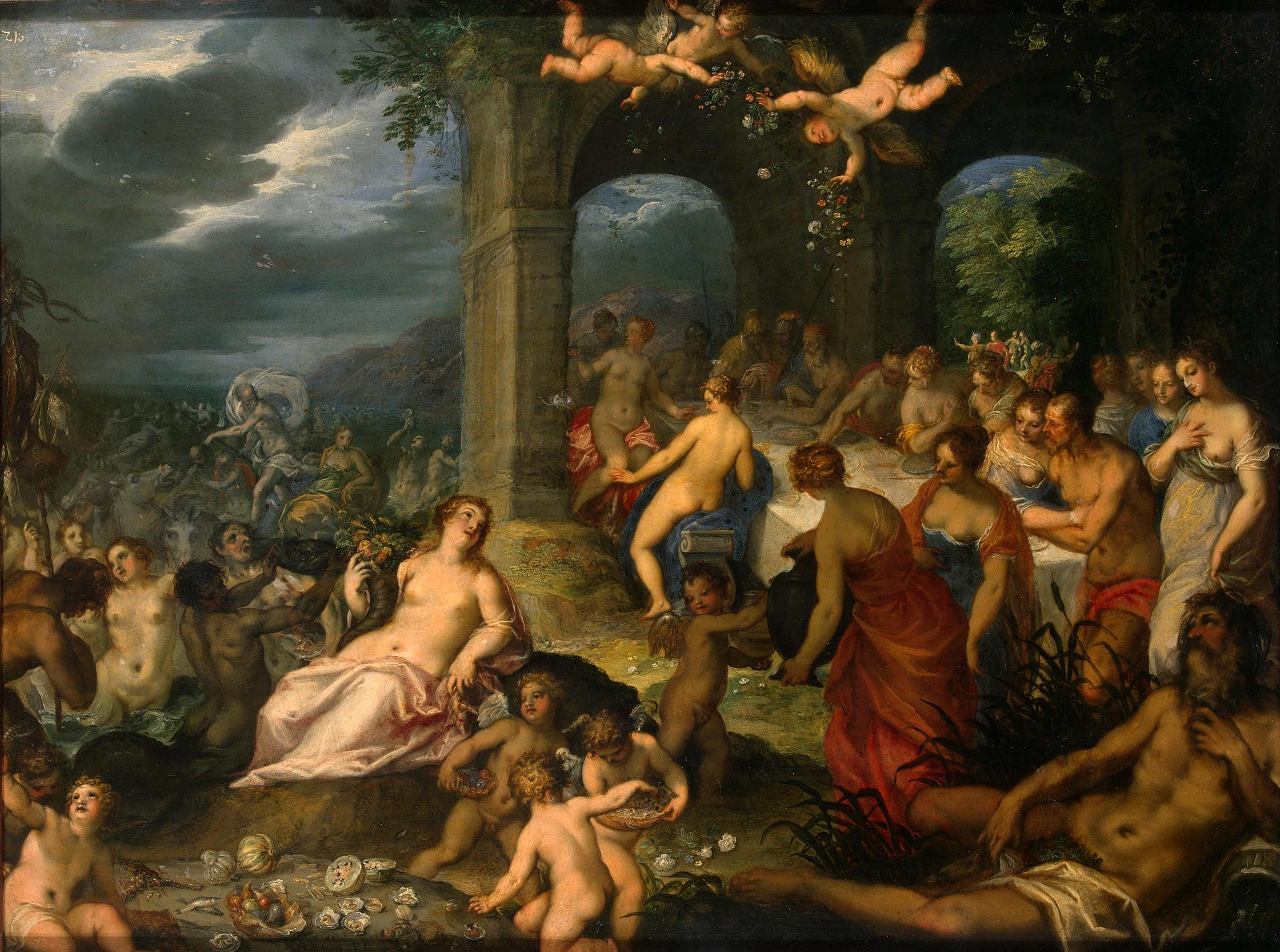
佩琉斯和忒提斯的婚禮，漢斯·歐藤哈默

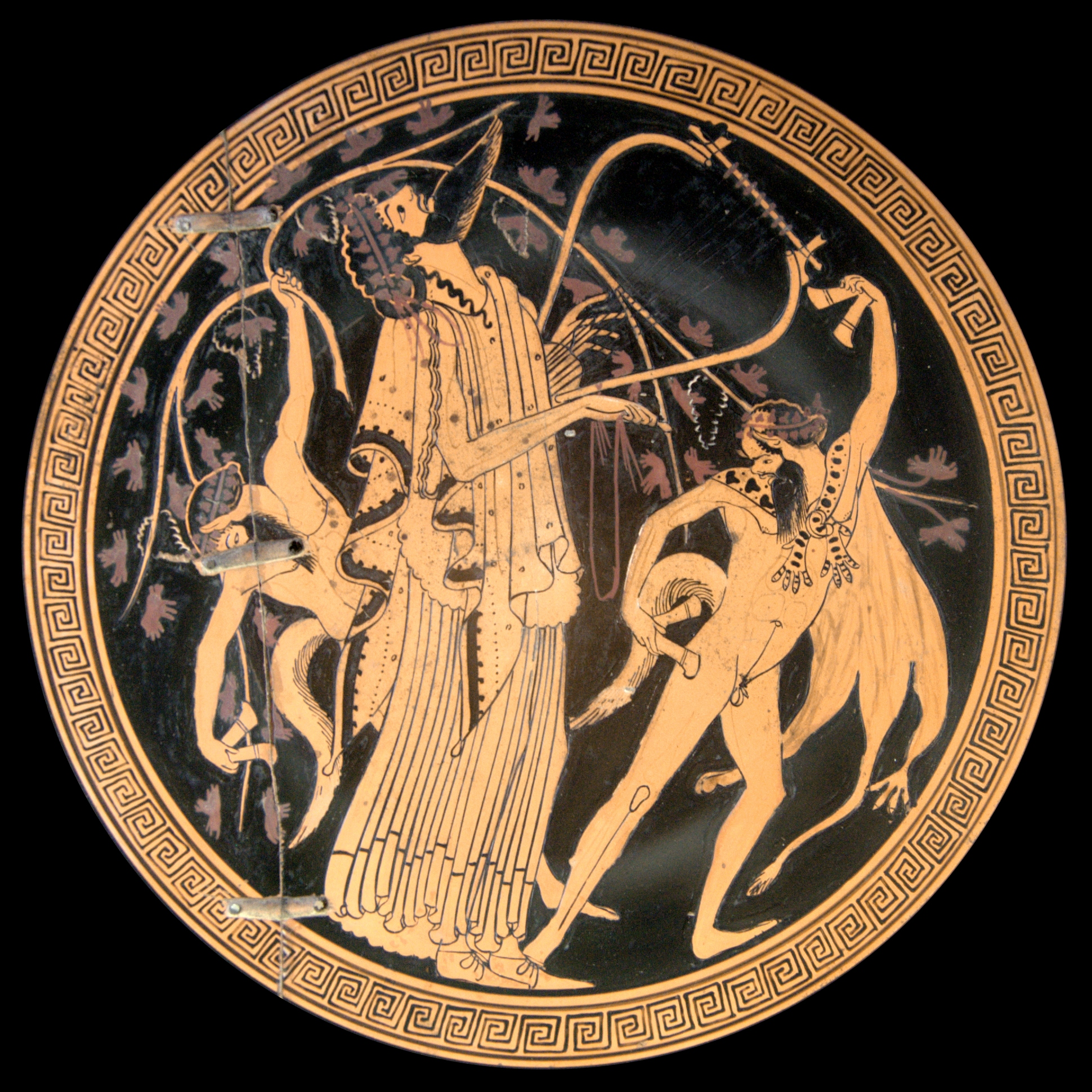
狄俄倪索斯和薩堤爾，布里格斯畫師在一個盤子中的繪畫，法國巴黎徽章古玩收藏館

在眾神獨自存在的時期和人類衝突時期之間有一個眾神與人類互相交流的過渡時期。在這個時期中，神與人的混合比之後的時期中要更加自由。大多數的故事來自奧維德的變形記，這些故事常常被分為兩組題材：愛和懲罰。
愛的故事常常描述為一個貴族的女子被一個男性的神誘姦，強姦或是他們之間的通姦，而他們的後代則常常是後期的偉大英雄的來源。這些故事常常表示神與人之間的這種性的關係應該被制止，因為這些故事常常伴隨了悲慘的結局。只有在很少的例子中，女性的神和男性的人類交往，比如在「獻給阿芙蘿黛蒂的讚歌」（『荷馬讚歌』）中，阿芙蘿黛蒂投入安喀塞斯的懷抱，產下了埃涅阿斯。
而以懲罰為題材的故事則通過借用或虛構了一些重要的文化產物來描述，比如，普羅米修斯從眾神處偷取火種；坦塔洛斯從宙斯的餐桌上偷取甘露和仙饌密酒送給自己的臣民，使眾神的秘密被暴露；普羅米修斯或呂卡翁使用欺騙的祭品；得墨忒耳傳授農業和秘儀給特里普托勒摩斯或者馬西亞斯發明奧洛斯管以和阿波羅進行一場音樂競賽。伊恩·莫里斯認為普羅米修斯的冒險是"眾神和人類歷史的一部分。"在一份未署名的註明日期為公元3世紀的莎草紙片段中，生動地描繪了狄俄倪索斯對色雷斯國王呂枯耳戈斯的懲罰，因為他太晚承認新的酒神，於是在其後來的人生中得到了可怕的處罰。這個關於狄俄倪索斯到色雷斯建立對其的信仰的故事也是埃斯庫羅斯的一部悲劇的主題。在另一部悲劇，歐里庇得斯的「酒神的女祭司們」中，底比斯的國王彭透斯也受到了狄俄倪索斯的嚴懲，因為他對神不敬而且還暗地裡監視狄俄倪索斯的女性信徒，邁那得斯。

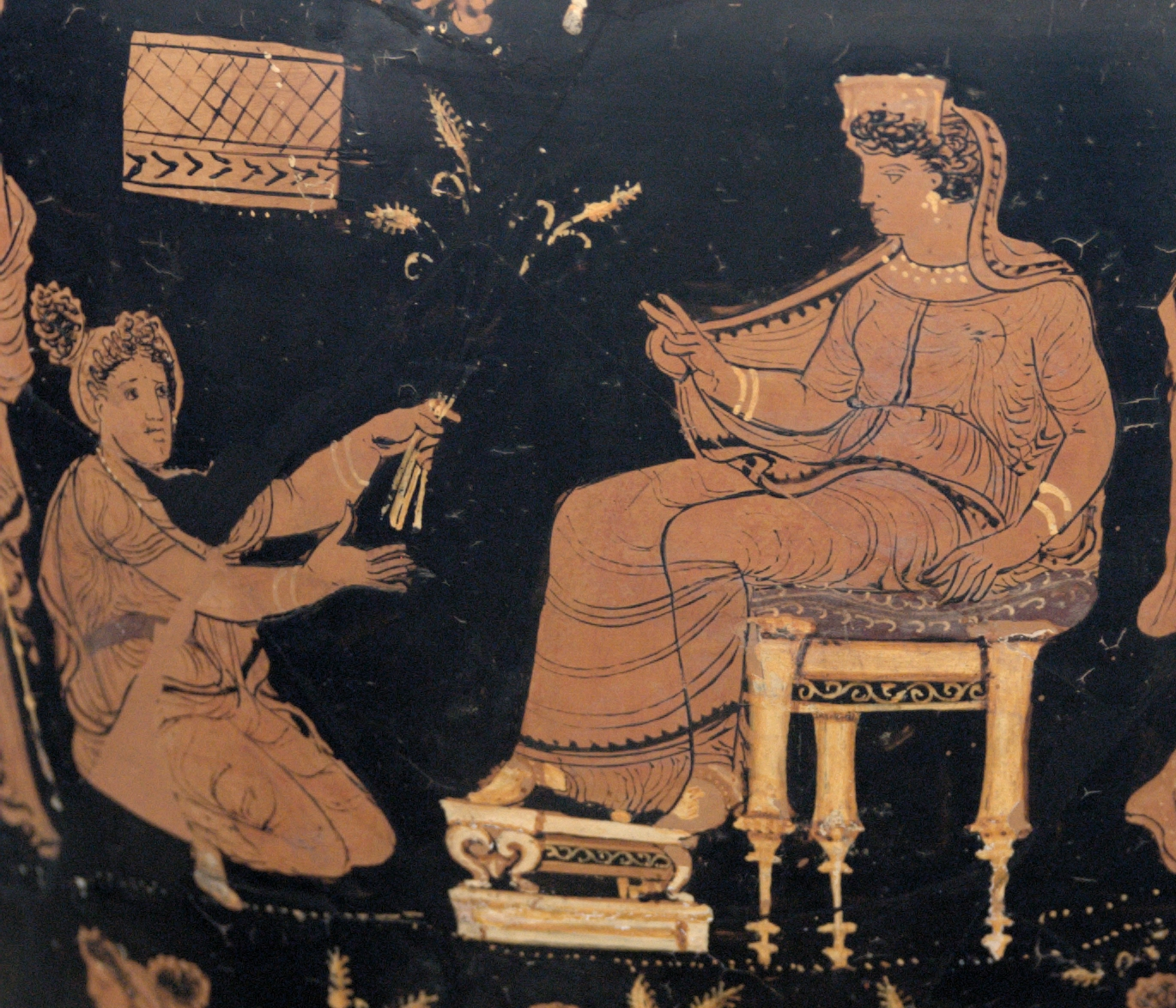
得墨忒耳和墨塔涅拉，普利亞的紅彩水罐，公元前340年，柏林博物館

在另一個以某古老的民間傳說為基礎的故事中，得墨忒耳在尋找她的女兒普西芬妮的路途中化身為名為多索的老婦人，她在位於阿提卡的王國厄琉息斯受到了國王刻琉斯的非常周到的歡迎。為了感謝刻琉斯的款待，得墨忒耳決定將得摩豐變為一名神祇，於是每日將還是嬰兒的得摩豐放在火上烘烤，但是她的這項事業沒有完成，因為得摩豐的母親墨塔涅拉無意間撞見得墨忒耳將她的兒子放在火上的行為，並嚇得大聲尖叫。得墨忒耳對此非常生氣，並哀嘆這個愚蠢的人類無法理解神的賜予。

### 英雄時代
大量人類英雄湧現的時代被人們稱為英雄時代。大量的史詩合集以著名的英雄或圍繞這些英雄的家族所發生的大事件為主題，因此這些故事可以分為不同的系列。肯·多頓認為“這甚至是一個傳說效應：我們可以從連續幾代中追尋到一些家族的命運。”
當對英雄的信仰開始以後，眾神和英雄共同組成了祭奠的內容。與眾神時代相比較，並沒有出現一部完整的記錄了出現在英雄時代的所有英雄的花名冊；也再也沒有產生新的大神，但英雄們則前仆後繼。另一個英雄信仰不同於眾神信仰的地方是，對英雄的信仰更具有地域代表性。
赫拉克勒斯的不朽事蹟被認為是英雄時代的開端。英雄時代包括了三大重要的軍事事件：阿爾戈英雄遠征，底比斯史诗和特洛伊戰爭。

#### 赫拉克勒斯和他的後代

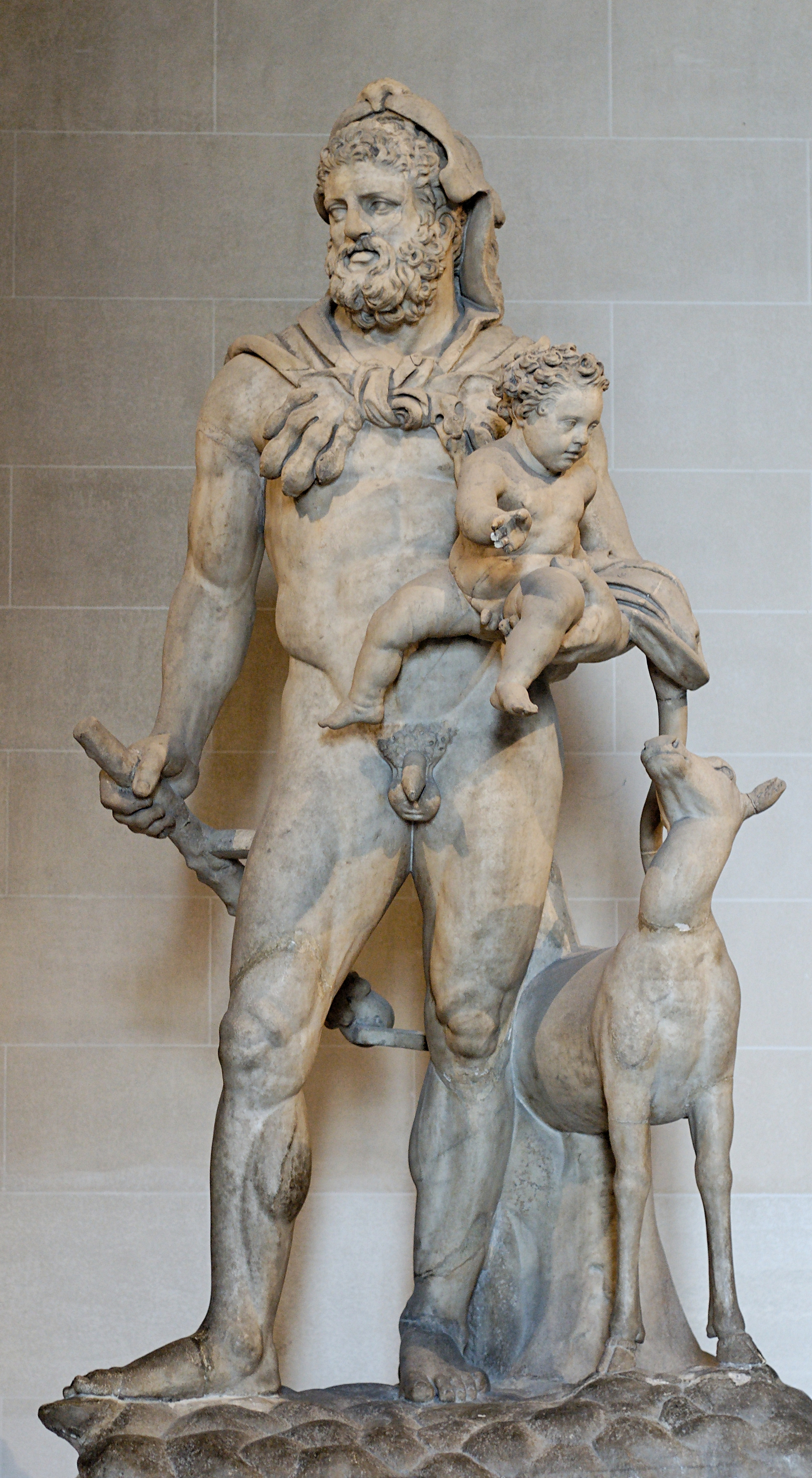
赫拉克勒斯和他的孩子忒勒福斯，巴黎盧浮宮

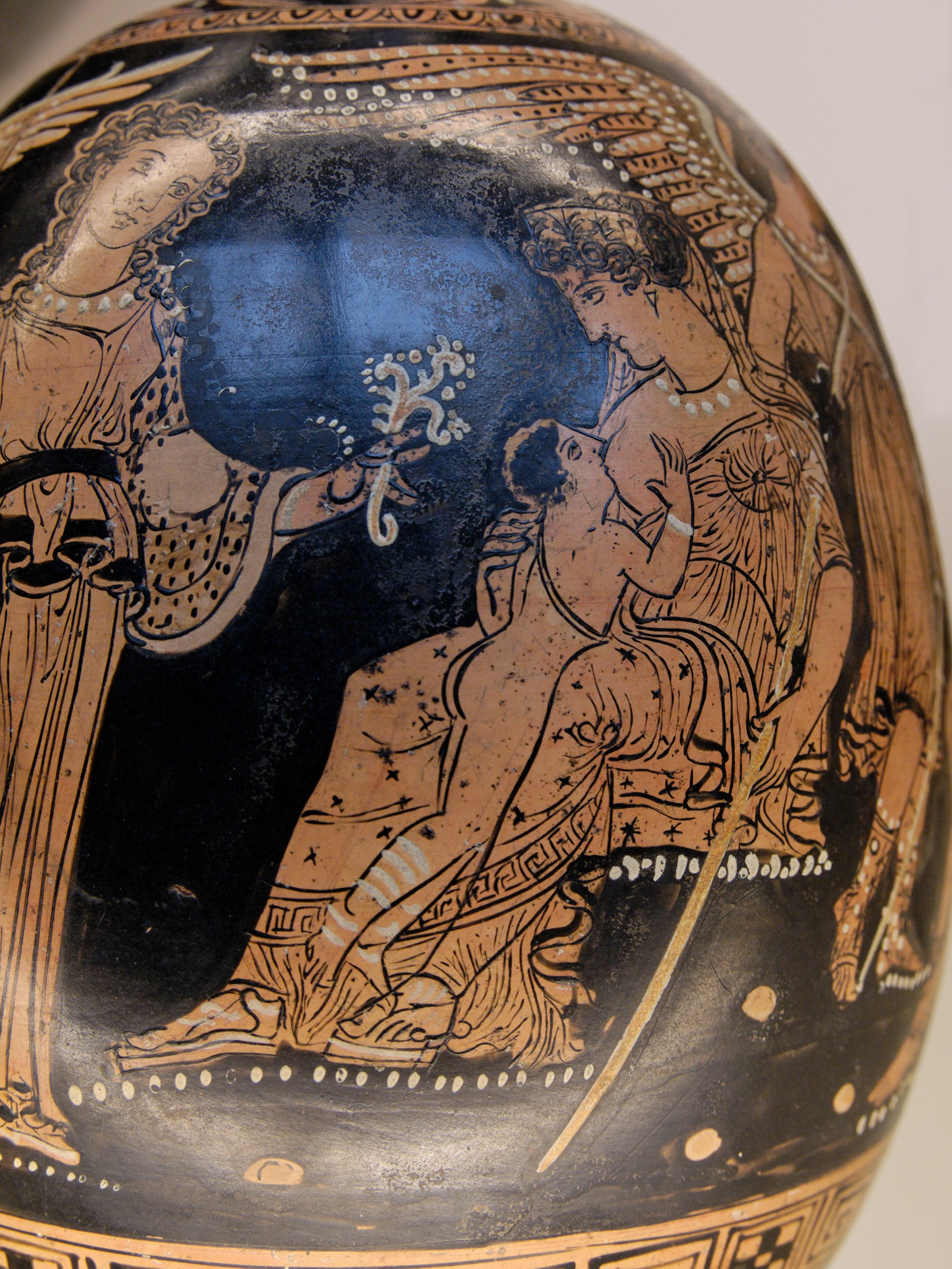
赫拉為還是嬰兒的赫拉克勒斯脯乳，她的左邊是雅典娜（視圖之外）和阿佛洛狄忒，右邊是她的信使，手持帶翼雙蛇杖的伊里斯，阿普尼亞紅彩裝飾瓶細節，公元前360到350年

一些學者認為，在關於赫拉克勒斯的複雜的神話後面實際上有一個真正的人類原型，其可能是阿爾戈斯王國的某個酋長。另一些認為赫拉克勒斯的故事是每年太陽通過黃道十二宮的星座而產生的寓言。還有些人則指出和赫拉克勒斯相似的故事其實早已出現在其他文化，其可能編寫自某些其他地區的英雄傳說。按照最確定的說法，赫拉克勒斯是宙斯和阿爾克墨涅的兒子，珀耳修斯的外孫。他的夢幻般的獨立完成的功績，其中所包含的民間故事的主題，為通俗的傳奇提供了很多素材。他被描繪為一名犧牲者，被陳述為一位祭壇的建造者以及被想像為一名吞噬了自我的人；這些是他在喜劇中的角色，而他悲慘的結局則常常是悲劇的主題；塔莉亞·帕帕多波羅評價「赫拉克勒斯的瘋狂」是"歐里庇得斯的一部比他其他所有作品都偉大的戲劇"。在藝術和文學領域，赫拉克勒斯被刻畫為一個非常強壯的中等高度的男性；他最常使用是弓箭，木棍也是他的稱手武器。陶器繪畫展示了赫拉克勒斯空前的受歡迎程度，他與涅墨亞獅子的戰鬥被描畫了上百次。
在伊特魯里亞和古羅馬也存在關於赫拉克勒斯的神話和信仰，對羅馬人來說，驚嘆"mehercule"就像希臘人對"Herakleis"般熟悉。在意大利赫拉克勒斯被當做商人和交易者的神，另一些也因為他天生的幸運和避開危險的能力而崇拜他。
在他被多里安人宣佈為其國王的祖先的時候，赫拉克勒斯獲得了其最高的社會威望。這使多里安人向伯羅奔尼撒遷移的有了比較合理的理由。許羅斯，多里安人某個氏族的英雄，正是如此被當成了赫拉克勒斯的一個兒子，成為了“赫拉克勒斯後裔”或“赫拉克勒斯人”（所有赫拉克勒斯的後裔，特別是許羅斯的後裔；其他赫拉克勒斯後裔包括瑪卡里亞，萊謨斯，曼托，比阿洛，特勒波勒摩斯和忒勒福斯）。這些赫拉克勒斯人征服了邁錫尼，斯巴達和阿爾戈斯的伯羅奔尼撒王國，他們聲稱，根據傳奇，他們從其祖先處獲得了統治這些國家的權利。在歷史上這常被稱為"多里安人的入侵"。呂底亞和後期的馬其頓的國王也以同樣的理由成為了赫拉克勒斯後裔。
其他最早的幾代英雄，如珀耳修斯，丟卡利翁，忒修斯和柏勒洛豐都具有和赫拉克勒斯相似的特徵。和他一樣，他們都獨立完成了非凡的接近於童話的功績，比如殺死像喀邁拉和美杜莎這樣的魔物。柏勒洛豐的冒險比較平凡，和赫拉克勒斯以及忒修斯相似。英雄死後成為星座，也是早期英雄傳統比較常見的主題，比如珀耳修斯和柏勒洛豐。

#### 阿爾戈英雄
唯一現存的希臘化文明時期的史詩，阿波羅尼奧斯（史詩詩人，學者，亞歷山大圖書館的主管）的《阿爾戈船英雄紀》記錄了伊阿宋和阿爾戈英雄們去神秘之國科爾基斯尋找金羊毛的航程。在《阿爾戈船英雄紀》中，伊阿宋受命於國王珀利阿斯，珀利阿斯曾被預言，一個只穿了一個拖鞋的人將成為他的涅墨西斯。該史詩開始於伊阿宋在河中丟失了一個拖鞋後，來到了珀利阿斯的宮廷。基本上所有的參與者，包括赫拉克勒斯在內，都是下一代的英雄人物，他們和伊阿宋一起乘阿爾戈號出發去尋找金羊毛。這一代的英雄還包括忒修斯，正出發去克里特準備除掉彌諾陶洛斯；阿塔蘭塔，傳奇的女英雄；以及墨勒阿革洛斯，有一系列可以同《伊利亞特》和《奧德賽》相媲美的史詩是描寫他的。品達，阿波羅尼奧斯和阿波羅多洛斯盡力完成了所有阿爾戈英雄的名冊。
雖然阿波羅尼奧斯在公元前3世紀完成了他的作品，阿爾戈英雄故事的形成比《奧德賽》要早，因為奧德修斯表現出他對伊阿宋的冒險非常的熟悉（奧德修斯的旅程有部分和伊阿宋的重合）。在古代時期，這些冒險被認為是以希臘對黑海地區的貿易和殖民行為為事實根據的。當時也流行將一些地方性的傳奇用於一系列的文學題材，比如美狄亞的故事，常常為悲劇詩歌所引用。

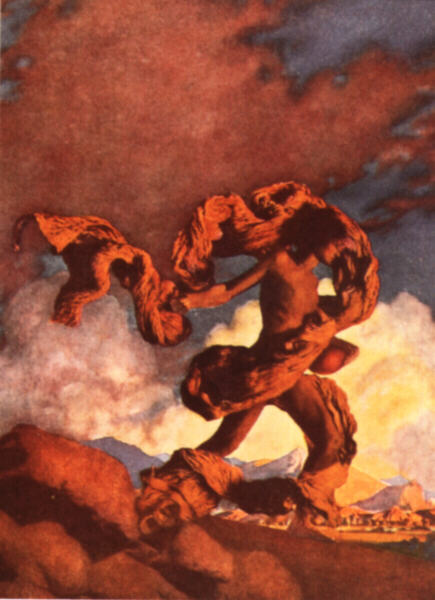
“卡德摩斯播種龍牙”，麥克斯菲爾德·派黎思，1908年

#### 阿特柔斯王朝與底比斯史詩合集
在阿爾戈英雄的時代和特洛伊戰爭之間，存在以其恐怖的罪行而聞名的一代。這些罪行包括阿特柔斯和梯厄斯忒斯在阿爾戈斯的所作所為。在這些神話的背後其實是阿特柔斯王朝（拉布達科斯王朝的兩個特別的英雄朝代之一）的權利衰弱和其統治模式從繼承製到主權制轉換的問題。這對孿生兄弟阿特柔斯和梯厄斯忒斯以及他們的子孫在邁錫尼統治的衰弱過程中扮演了重要的角色
底比斯史詩合集刻畫了發生在底比斯的建造者卡德摩斯以及之後的國王拉伊俄斯和俄狄浦斯身上的故事；還記錄了關於最終攻打底比斯的七位將領以及他們的後輩英雄的一系列故事。與俄狄浦斯相關的早期史詩中描寫到，當他發現伊俄卡斯忒其實是他的母親之後，仍然繼續他在底比斯的統治，並重新娶了一位妻子並和她延續了後代，這和之後的一些悲劇（如索福克勒斯的「俄狄浦斯王」）以及後期的神話大不相同。

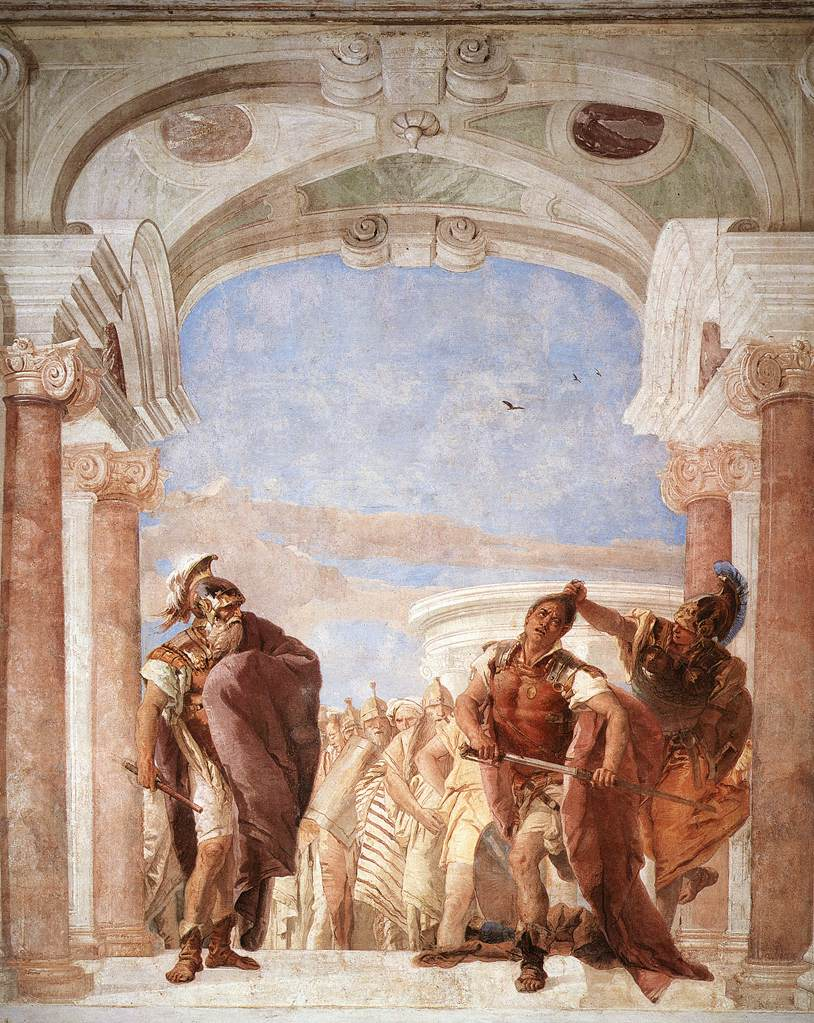
喬凡尼·巴蒂斯塔·提埃坡羅的“阿喀琉斯的憤怒”（1757年，濕壁畫，300 x 300 cm，瓦爾馬拉納別墅，維琴察）阿喀琉斯因為阿伽門農威脅要沒收他的戰利品布里塞伊斯而暴怒，他抽出他的劍想要殺掉阿伽門農。這時女神雅典娜出現了，她拉住阿喀琉斯的頭髮，以阻止他的暴行

#### 特洛伊戰爭和後續

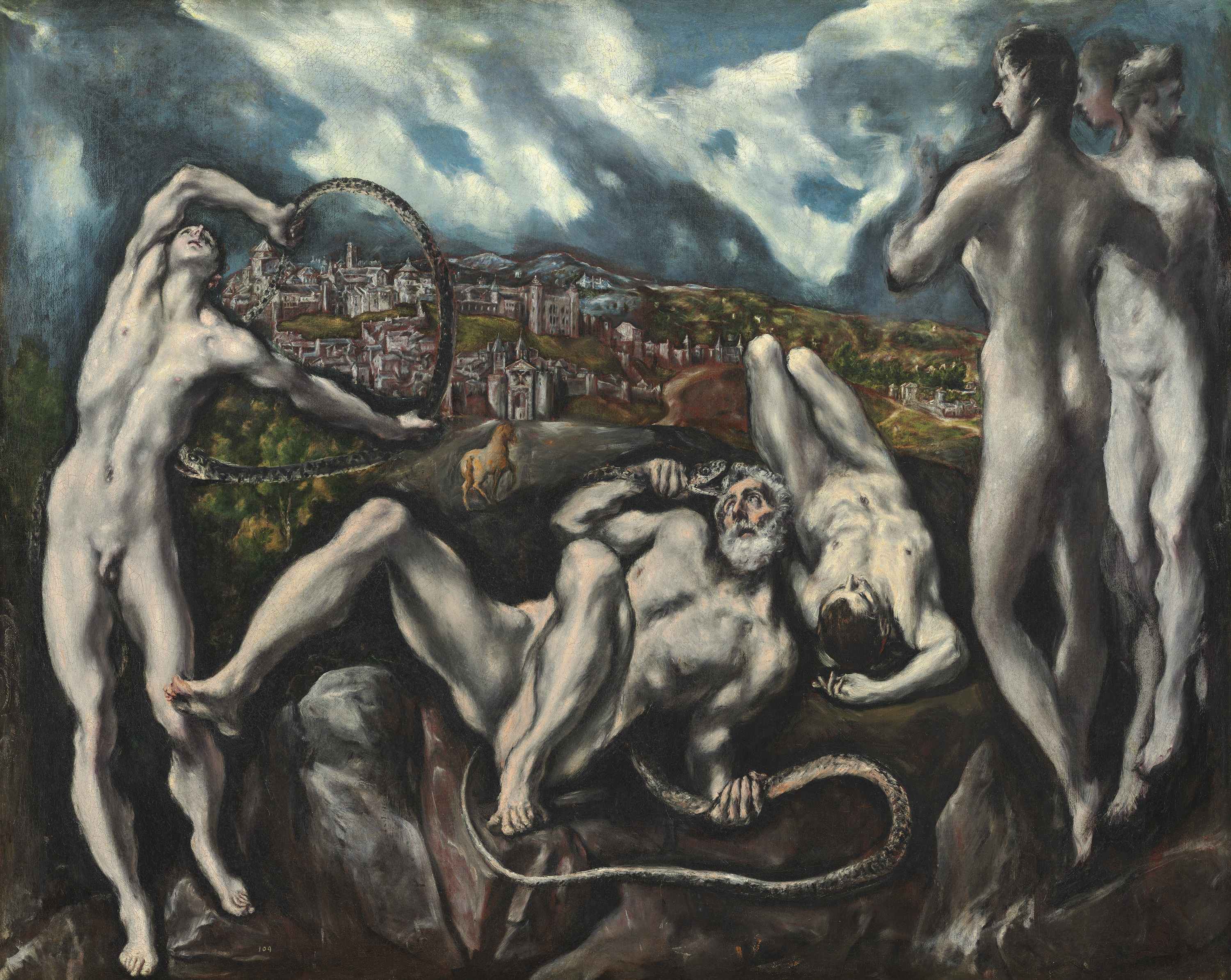
格雷考的作品“拉奧孔”（1608–1614，帆布油畫，142 x 193 cm，美國國家藝廊，華盛頓）描述了特洛伊圍城中最重要的神話之一。拉奧孔竭力勸說特洛伊人毀掉特洛伊木馬，卻被海蛇殺害

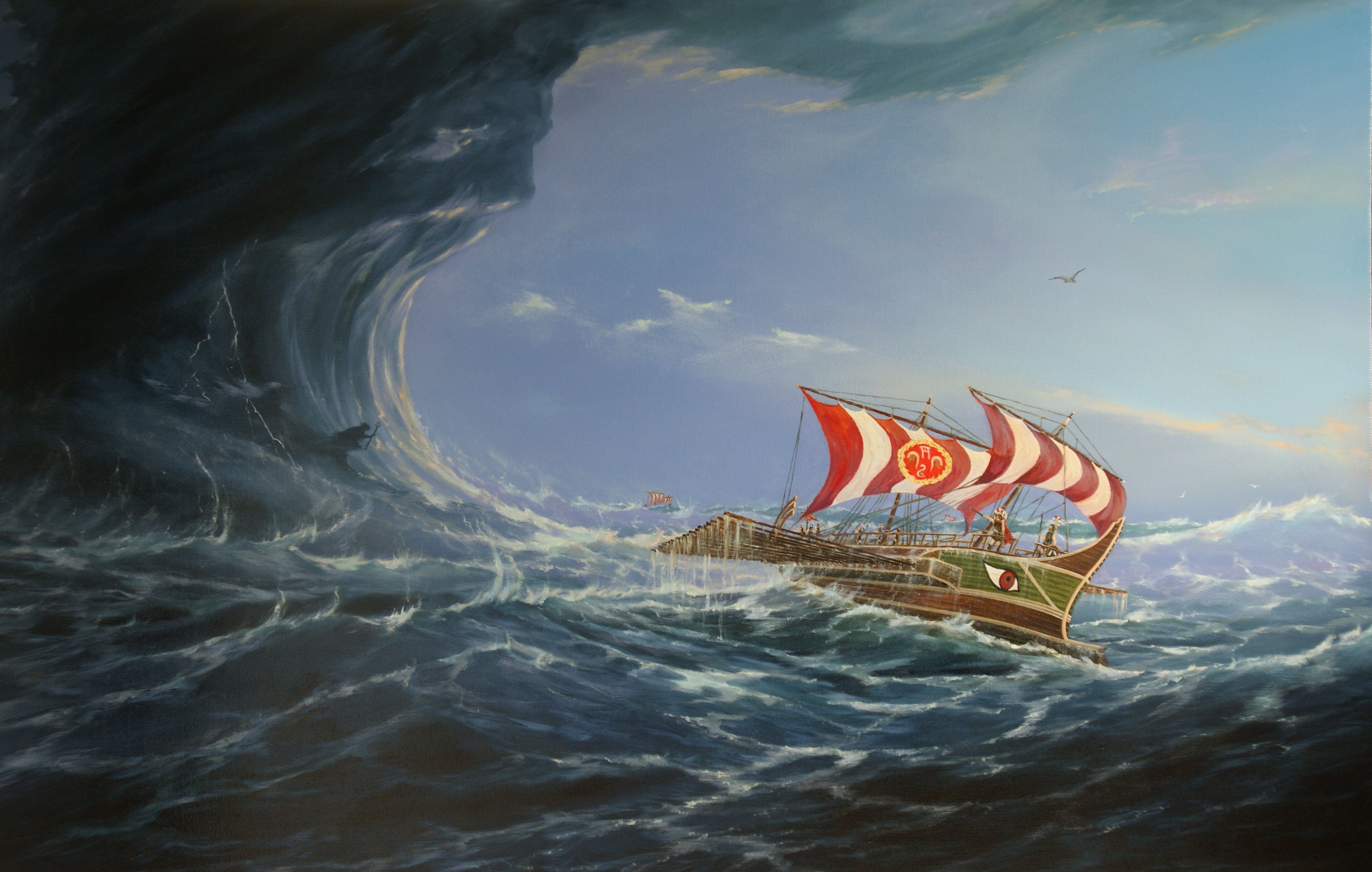
《波塞冬之怒》 V. Kosov 137x198 布面油畫 2016

希臘神話在希臘人和特洛伊人之間的戰爭，特洛伊戰爭及其後續時期，達到了高潮。在荷馬的作品中關於特洛伊戰爭的故事已經的到了定型和奠基，之後又更加詳細的（特別在希臘戲劇的領域）分為幾個主題。在古羅馬文化中，羅馬人由於英雄埃涅阿斯的故事而對特洛伊戰爭特別感興趣：埃涅阿斯是一位特洛伊的英雄，他從特洛伊出發，最後發現了後來成為羅馬的城市。維吉爾在他的《埃涅阿斯紀》中也提到這件事（埃涅阿斯紀的第二本書中記錄了著名的特洛伊事件）。此外還有兩部拉丁語寫的使用狄克提斯和達勒斯署名的偽編年史。
在《特洛伊圍城系列》中描寫到引發這場戰爭的爆發和戰爭初期的一系列人和事：厄里斯，引致糾紛的金蘋果，帕里斯的判決以及對海倫的誘拐，以及在阿維利達發生的伊菲革涅亞的祭獻。為了營救海倫，希臘人在墨涅拉俄斯的兄弟，邁錫尼的國王，阿伽門農的領導下組成了一隻龐大的遠征隊，而特洛伊人則拒絕將海倫交還。史詩《伊利亞特》的時間則開始於戰爭的第十年，集中講述了阿伽門農和希臘人中最勇猛的戰士阿喀琉斯之間的反目，以及因此引發的阿伽門農的外甥帕特羅克洛斯和普里阿摩斯的長子赫克托耳在之後的戰鬥中的死亡。赫克托耳死後，特洛伊方面得到了兩位外來同盟的加盟：亞馬遜人的女皇彭特西勒亞和埃塞俄比亞的國王門農；同時拂曉女神厄俄斯也加入了這個陣營。阿喀琉斯成功地除掉了上述的兩位人類外盟，但他自己卻被帕里斯射中腳踝而死去，因為他的腳踝是他全身唯一一處能夠被人類的武器傷害的部位。最後，希臘人在雅典娜的幫助下，建造了特洛伊木馬。無視普里阿摩斯的女兒卡珊德拉的警告，特洛伊人為西農所騙，將木馬當做雅典娜的供奉品拖進了特洛伊城；而提議將木馬摧毀的拉奧孔則被海蛇咬死。到了夜裡，木馬中的希臘士兵打開城門，等待在城外的士兵一擁而入，特洛伊城慘遭洗劫，普里阿摩斯和他剩下的兒子被殘忍地殺害；特洛伊的女性們淪為希臘各城的奴隸。之後就開始了眾多希臘領袖的回歸之旅（包括奧德修斯的十年旅程以及埃涅阿斯的回歸（《埃涅阿斯紀》）和對阿伽門農的謀殺），這些多記錄於兩部史詩：已經遺失的《諾斯托伊》（或命名為「回歸」）和荷馬的《奧德賽》。特洛伊史詩系列還包括特洛伊英雄的後代的冒險（如俄瑞斯忒斯和忒勒瑪科斯）
特洛伊戰爭產生了大量的題材，也成為了古希臘藝術家們靈感的主要來源（比如帕德嫩神廟的排檔間飾是以洗劫特洛伊為題材）；藝術家對特洛伊圍城的主題的喜好更表現了其對古希臘文化的重要性。這個神話般的圍城故事也大大地影響了後來的歐洲寫作。例如，特洛伊籍的中世紀歐洲作家，他們當時並不知道荷馬，但從特洛伊傳奇中獲得了關於英雄主義和浪漫主義的充足的故事題材，並為其找到了合適他們本身的宮廷和騎士的題材的架構。12世紀的作者，比如貝諾特（Roman de Troie「特洛伊傳奇」，1154–60）和約瑟夫（De Bello Troiano「特洛伊戰場上」，1183）根據「狄克堤斯」和「達瑞斯」中的描述重新刻畫了這場戰爭，他們實際上是遵循了賀拉斯的建議和維吉爾的例子：將特洛伊的詩歌改編成小說，而不是去編寫什麼完全不同的內容。

## 希臘和羅馬的神話概念
神話是古希臘生活中的極端重要的組成。希臘人認為神話是他們的歷史的重要組成部分。他們用神話故事來解釋自然現象，文化變更以及傳統的憎恨和友誼。其是希臘人對自己的領袖具有神話中的英雄或者神的血統的驕傲的根源。基本上沒有人會懷疑《伊利亞特》和《奧德賽》所描述的特洛伊戰爭後面的真實情況。根據美國著名的軍事歷史學家，專欄作家，政治評論家以及西洋古典學教授維多·漢森和聖塔克拉拉大學的西洋古典學副教授約翰·希思，荷馬史詩的深厚的知識由於其文化滲透為希臘人所信服，因此荷馬被稱為"希臘的教育"（Ἑλλάδος παίδευσις），他的作品被称為"the Book"。

### 哲學與神話
在公元前5世紀末期，哲學，歷史，散文和理性主義開始抬頭，神話的事實開始變得不確定，神秘的宗譜學說開始讓位於一種竭力排除超自然說法的歷史概念（比如修昔底德的歷史）。在詩人和劇作家仍然對神話進行改編的同時，希臘的歷史學家和哲學家已經開始對其吹毛求疵。

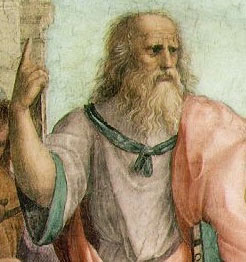
拉斐爾·聖齊奧在濕壁畫《雅典學院》中刻畫的柏拉圖（與列奧納多·達·芬奇的描繪相似）。這位哲學家將荷馬、悲劇以及所有和神話傳統相關的研究结合，构想出了他的烏托邦式的理想國

公元前6世紀開始，一些激進的哲學家，如科洛彭的色諾芬尼，為詩人們的故事打上了侮辱神明的謊言的標籤；色諾芬尼抱怨荷馬和赫西俄德所刻畫的神是“人類中最無恥最淫猥的；他們偷竊，通姦並相互欺詐”。這種思想的主線則出現在柏拉圖的《共和》和《法律》中。柏拉圖創作了自己的具有諷刺意味的神話，用於攻擊傳統的故事中的神的詭計、偷盜和通姦等的不道德的行為，並反對他們成為文學作品的主題。柏拉圖的批評是第一次嚴肅的對荷馬神話傳統的挑戰，他認為神話是“老太婆的饒舌”。作為他的同盟，亞里士多德嚴厲地評論了在蘇格拉底前的類似神話的哲學源頭：“赫西俄德和神學上的作者們都僅僅將注意力放在對他們而言看似可信的觀點上，卻完全不尊重我們...但這些以神話風格寫作的作者們完全不值得去注意；而對那些堅持證明自己主張的傢伙，我們必須詰問他們”。
儘管如此，即使是柏拉圖也沒有成功地將神話的影響杜絕於其製定的社會體制之外；他自己對蘇格拉底的人物塑造也是基於傳統的荷馬式和悲劇的模式，用於讚美他的老師的正直：
|  | 但也許有些人會說：“蘇格拉底，難道你不會因為追求了讓你處於涉及死亡的危險的道路而感到後悔?”但我會簡單的回答他：“先生，你說的完全錯誤。如果你只是無論其為事的對錯，而僅僅以其是否看重生死做為評測一個人的好壞的依據的話，那麼我相信根據你的論點，所有死在特洛伊的半神英雄都是壞的，包括忒提斯的兒子，他如此的輕視危險，常常被用於比喻可以忍耐所有的侮辱，儘管他母親（一位女神）對他說了以下的話語，他仍然渴望殺死赫克托耳： 我的孩子，如果你為了為你的朋友帕特羅克洛斯復仇而殺死赫克托耳，你就相當於殺死了自己，因為赫克托耳之後，你將是下一個死亡的人。——荷馬，伊利亞特，18.96 當他聽到這些，卻完全輕視死亡和危險，反而害怕自己作為一名無法為好友報仇的懦弱的人而活下去，他說道： 即便在對這個邪惡的傢伙完成報復之後，我立刻會死，我也不願意呆在這兒，在那些成為地球負擔的船旁邊被人揶揄。 |

漢森和希思估計柏拉圖對荷馬式傳統的拒絕並不為希臘草根文明所接受，因為老的神話仍活躍的存在於地區性的信仰中；其持續地影響著詩歌以及仍然作為繪畫和雕刻的主題長久不衰。

## 以希臘神話為題材的作品

### 漫畫
- 冬木琉璃香的《星座宮神話》系列
- 車田正美的《聖鬥士星矢》系列

### 小說
- 波西傑克森，雷克·萊爾頓
- 混血營英雄，雷克·萊爾頓
- 太陽神試煉，雷克·萊爾頓

### 電影
- 戰神：海格力斯（2014）
- 鋼鐵力士（2014）
- 怒戰天神（2012）
- 戰神世紀（2011）
- 超世紀封神榜（2010）
- 波西傑克森（2010）
- 特洛伊：木馬屠城（2004）
- 大力士（1997）迪士尼動畫
- 戰神傳說：奧德賽（1997）
- 宙斯之子：赫拉克勒斯（Hercules，2014）
- 神力女超人(2017)

### 電視劇
- 大力士的傳奇旅行
- 我的波塞冬
- 波西傑克森

### 遊戲
- 魔法風雲會(塞洛斯環境)
- 天使之戀2 (Angel Love 2)()
- 怪物彈珠(Monster Strike)奧林帕斯的星塵系列
- 時空之門（Chronos Gate）
- 龍族拼圖 (Puzzle & Dragons)
- 神話世紀
- 命运冠位指定（Fate/Grand Order）
- 色珠消除（ Crash Fever ）
- 神魔之塔
- 刺客信条：奥德赛
- 戰神系列(God of War)
- Battle Spirits
- 無雙orochi 3
- 黑帝斯：地狱之战(Hades: Battle Out of Hell)
- 募戀英雄Stand my heroes
- 崩壞：星穹鐵道中的翁法羅斯

### 動畫
- 天神向前衝
- Campione
- 圣斗士星矢
- 圣斗士星矢THE LOST CANVAS冥王神话
- 未来日记
- 眾神的恶作剧
- 在地下城尋求邂逅是否搞錯了什麼
- 終末的女武神
- 宙斯之血